# Chung So-young
Chung So-young (in hangŭl: 정소영; 4 marzo 1967) è un'ex giocatrice di badminton sudcoreana.

## Palmarès

### Olimpiadi
- 1 medaglia:
  - 1 oro (Barcellona 1992 nel doppio)